# Acacia anarthos
Acacia anarthos é uma espécie de leguminosa do gênero Acacia, pertencente à família Fabaceae.